# Каннелтон (Індіана)
Каннелтон (англ. Cannelton) — місто (англ. city) в США, в окрузі Перрі штату Індіана. Населення — 1524 особи (2020).

## Географія
Каннелтон розташований за координатами 37°54′42″ пн. ш. 86°44′19″ зх. д. / 37.91167° пн. ш. 86.73861° зх. д. (37.911543, -86.738709).  За даними Бюро перепису населення США в 2010 році місто мало площу 4,10 км², з яких 3,84 км² — суходіл та 0,26 км² — водойми.

## Демографія
Згідно з переписом 2010 року, у місті мешкали 1563 особи в 687 домогосподарствах у складі 385 родин. Густота населення становила 381 особа/км².  Було 809 помешкань (197/км²).
Расовий склад населення:
| - 97,4 % — білих - 0,6 % — корінних американців - 0,1 % — чорних або афроамериканців - 0,1 % — азіатів |

До двох чи більше рас належало 1,3 %. Частка іспаномовних становила 0,8 % від усіх жителів.
За віковим діапазоном населення розподілялося таким чином: 25,3 % — особи молодші 18 років, 59,9 % — особи у віці 18—64 років, 14,8 % — особи у віці 65 років та старші. Медіана віку мешканця становила 38,5 року. На 100 осіб жіночої статі у місті припадало 95,1 чоловіків;  на 100 жінок у віці від 18 років та старших — 91,8 чоловіків також старших 18 років.
Середній дохід на одне домашнє господарство  становив 33 079 доларів США (медіана — 25 457), а середній дохід на одну сім'ю — 40 796 доларів (медіана — 34 813). Медіана доходів становила 35 813 долари для чоловіків та 24 545 доларів для жінок. За межею бідності перебувало 26,6 % осіб, у тому числі 37,0 % дітей у віці до 18 років та 14,3 % осіб у віці 65 років та старших.
Цивільне працевлаштоване населення становило 531 осіб. Основні галузі зайнятості: виробництво — 22,6 %, науковці, спеціалісти, менеджери — 19,2 %, роздрібна торгівля — 14,3 %, освіта, охорона здоров'я та соціальна допомога — 11,9 %.

## Персоналії
- Тім Вілан (1893-1957) — американський кінорежисер, сценарист, продюсер тa актор.